# Endgame (film, 2009)
Pour les articles homonymes, voir Endgame.
Pour plus de détails, voir Fiche technique et Distribution.
Endgame est un film britannique réalisé par Pete Travis, sorti en 2009.

## Synopsis
En Afrique du Sud, l'apartheid touche à sa fin.
Le film évoque la relation entre Will Esterhuyse, un professeur d'université, et Thabo Mbeki, alors directeur de l'information du Congrès national africain.

## Fiche technique
- Titre : Endgame
- Réalisation : Pete Travis
- Scénario : Paula Milne (en)
- Production : David Aukin (en), Liza Marshall, Hal Vogel
- Musique : Martin Phipps
- Photographie : David Odd
- Montage : Clive Barrett et Dominic Strevens
- Décors : Chris Roope
- Directeur artistique : Chris Roope
- Distribution : Summit Entertainment
- Pays d'origine :  Royaume-Uni
- Langue de tournage : anglais
- Format : Couleurs - 2,35:1 - Dolby Digital - 35 mm
- Genre : Drame et biopic
- Durée : 109 minutes
- Date de sortie : 18 janvier 2009 au festival du film de Sundance

## Distribution
- William Hurt : Will Esterhuyse
- Chiwetel Ejiofor : Thabo Mbeki
- Mark Strong : Dr Niel Barnard
- Derek Jacobi : Rudolf Agnew
- Jonny Lee Miller : Michael Young
- Clarke Peters : Nelson Mandela
- Danny Scheinmann : Albie Sachs
- Timothy West : P. W. Botha
- Amelia Bullmore : Gill
- Kas Graham : Protestor
- Langley Kirkwood (en) : W / O Jack Swart
- Matthew Marsh : F.W. de Klerk
- Ramon Tikaram (en) : Aziz Pahad
- Lizanne Tulip : High Profile Banker